# 山内隆司
山内 隆司（やまうち たかし、1946年6月12日 - ）は、大成建設の元名誉顧問。代表取締役会長（2015年4月から2023年3月）等を歴任。

## 来歴
岡山県邑久町（現瀬戸内市）出身。大阪府立天王寺高等学校から、東京大学工学部建築学科 に進学し、内田祥哉研究室に在籍した。1969年5月 に卒業し、同年6月に大成建設株式会社に入社。
ヒルトン東京、そごう川口店、センシティタワーなどを手掛け、1999年6月に執行役員関東支店長となる。2002年4月常務役員建築本部長、2005年6月取締役専務役員建築本部長、2006年4月取締役専務役員社長室長などを経て、2007年4月代表取締役社長に就任（前任は葉山莞児）。
2015年4月、村田誉之の社長就任にともない、代表取締役会長となった。
2023年4月、取締役名誉顧問を経て、同年6月、名誉顧問に就任。2024年7月に名誉顧問の職を解かれた。山内は2025年4月18日付で、不当に名誉顧問職を解かれたとして、解雇の無効確認を求める訴訟を東京地裁に起こした。訴状によると山内は、業績が低迷しているなどとして、経営陣に改善を何度も要求。2024年6月の株主総会でも批判を繰り広げ、翌月に解雇を言い渡されたとして、解雇は「報復」で無効な処分だと訴えている。
過去（2009年3月期連結決算）の最終赤字経験を通じて、健全・堅実な経営の必要性を社内全体で痛感したといい、「今後も（受注高や売上高ではなく）利益をしっかりと上げることに力点を置く」と、2015年1月に語った。また、海外での受注を増やすことや、国立競技場建設 における外国人労働者の積極的導入の検討 など、グローバルな展開も視野に入れている。

## 役職
2020年現在
- 公益社団法人ロングライフビル推進協会 会長
- 一般社団法人日本建設業連合会[注 2] 会長（代表理事[17]）
- 一般社団法人日本経済団体連合会 副会長・理事
- 東京商工会議所特別顧問、建設・不動産部会長
- テクノオーシャン・ネットワーク 会長[18]